# Herpetocetus
Herpetocetus — рід цетотерієвих містіцетів підродини Herpetocetinae.

## Таксономія
Існує чотири визнані види Herpetocetus: H. scaldiensis, H. transatlanticus, H. bramblei і H. morrowi.